# Diatonis
 (mai 2008).
Si vous disposez d'ouvrages ou d'articles de référence ou si vous connaissez des sites web de qualité traitant du thème abordé ici, merci de compléter l'article en donnant les références utiles à sa vérifiabilité et en les liant à la section « Notes et références ».
Diatonis est le nom commercial des offres de standards téléphoniques IPBX développées pour France Télécom (par Aastra, Alcatel...) et destinées aux entreprises. Il permet de relier ensemble plusieurs postes (terminaux) téléphoniques pour gérer un réseau téléphonique. L'offre intègre les fonctions traditionnelles d'accueil (standard), routage des appels entrants, centre d'appel…
Les e-Diatonis se différencient d'abord par leur constructeur et par leur capacité en termes de postes et de T0.
On a la série des e-Diatonis CE, S, M, L et XL qui sont des PABX Alcatel et la série des e-Diatonis ASx, AMx, ALx et ALxD d'Aastra.
Les auto-commutateurs de ces offres permettent de brancher des postes analogiques, numériques et IP ce qui fait qu'elles offrent au client une première approche vers le domaine de la VoIP.